# Canton de Sézanne
Le canton de Sézanne est un ancien canton français situé dans le département de la Marne et la région Champagne-Ardenne.

## Géographie
Ce canton était organisé autour de Sézanne dans l'arrondissement d'Épernay. 

## Histoire
De 1833 à 1842, les cantons d'Esternay et de Sézanne avaient le même conseiller général. Le nombre de conseillers généraux était limité à 30 par département.

## Représentation

### Conseillers généraux de 1833 à 2015
| Période | Période          | Identité                           | Étiquette    | Qualité |
| ------- | ---------------- | ---------------------------------- | ------------ | --- |
| 1833    | 1857 (décès)     | Nicolas Antoine Frérot (1798-1857) |              | Propriétaire et notaire à Sézanne |
|         |                  |                                    |              | |
| 1861    | 1886             | Alfred Boissonnet                  | Centre droit | Général du Génie Sénateur (1876-1879) Président du Conseil Général |
| 1886    | 1894 (démission) | Joseph Ernest Bergère-Renault      | Républicain  | Propriétaire à Sézanne |
| 1895    | 1918 (décès)     | Léon Jolly                         | Rad.         | Maire de Sézanne, conseiller d'arrondissement |
| 1918    | 1919             | siège vacant                       |              | |
| 1919    | 1940             | Édouard Jacob                      | Rad.ind.     | Syndic des agents de change de Paris Maire de Mondement |
|         |                  |                                    |              | |
| 1945    | 1949             | Victor Cleuet                      | SFIO         | Retraité des PTT |
| 1949    | 1955             | Fernand Doucet                     | DVD          | Conseiller à la Cour des comptes |
| 1955    | 1967             | Claude des Portes                  | Rad.         | Conseiller à la Cour des comptes |
| 1967    | 1985             | Pierre Caurier                     | UDR puis RPR | Ingénieur opticien Député (1973-1978) (suppléant de Bernard Stasi) Maire de Sézanne (1971-1977)                                                                                              |
| 1985    | 2015             | René-Paul Savary                   | RPR puis UMP | Médecin Président du conseil général de la Marne (2003-2015) Ancien Conseiller municipal de Sézanne (1983-1995) Sénateur depuis 2011 Elu en 2015 dans le Canton de Sézanne-Brie et Champagne |

### Conseillers d'arrondissement (de 1833 à 1940)
| Période                                  | Période | Identité                                         | Étiquette   | Qualité |
| ---------------------------------------- | ------- | ------------------------------------------------ | ----------- | --- |
| 1833                                     | 1845    | Narcisse Samson                                  |             | Ancien chef de bataillon de la Garde nationale, propriétaire cultivateur et maître de poste à Chichey       |
| 1845                                     | 1848    | Jacques Louis Théodore Vinet-Buisson (1779-1849) |             | Marchand quincaillier, propriétaire à Montmirail                                                            |
| 1848                                     | 1852    | M. Guillot                                       |             | Propriétaire à Vindey                                                                                       |
| 1852                                     |         | Eugène Maurice Theuveny (1811-1871)              |             | Notaire à Sézanne, propriétaire au Gault-Soigny                                                             |
|                                          |         |                                                  |             | |
| 1892                                     | 1895    | Léon Jolly                                       | Républicain | Maire de Sézanne                                                                                            |
| 1895                                     | 1907    | Henry Auguste Eugène Ferrageau de Saint-Amand    |             | Notaire à Sézanne                                                                                           |
| 1907                                     |         | Marcel Grangié                                   | Républicain | Propriétaire à Sézanne                                                                                      |
|                                          |         |                                                  |             | |
| 1919                                     | 1925    | Joseph Lebar                                     |             | Directeur de la Caisse d'Epargne de Sézanne                                                                 |
| 1925                                     | 1931    | François Fossoyeux                               | Rad.        | Négociant en bois à Sézanne                                                                                 |
| 1931                                     | 1937    | Roger Triclot                                    | Rad.        | Négociant à Sézanne                                                                                         |
| 1937                                     | 1940    | René François                                    | Rad.        | Vice-Président du syndicat intercommunal d'électrification, Sézanne                                         |
| 1940                                     |         |                                                  |             | Les conseils d'arrondissement ont été suspendus par la loi du 12 octobre 1940 et n'ont jamais été réactivés |
| Les données manquantes sont à compléter. |         |                                                  |             | |

## Composition
Le canton de Sézanne regroupait 23 communes et comptait 10 347 habitants (recensement de 1999 sans doubles comptes).
| Communes                              | Population (2012) | Code postal | Code Insee |
| ------------------------------------- | ----------------- | ----------- | ---------- |
| Allemant                              | 169               | 51120       | 51005      |
| Barbonne-Fayel                        | 493               | 51120       | 51036      |
| Broussy-le-Petit                      | 135               | 51230       | 51091      |
| Broyes                                | 374               | 51120       | 51092      |
| Chichey                               | 159               | 51120       | 51151      |
| Fontaine-Denis-Nuisy                  | 258               | 51120       | 51254      |
| Gaye                                  | 560               | 51120       | 51265      |
| Lachy                                 | 312               | 51120       | 51313      |
| Linthelles                            | 130               | 51230       | 51323      |
| Linthes                               | 124               | 51230       | 51324      |
| Mœurs-Verdey                          | 279               | 51120       | 51369      |
| Mondement-Montgivroux                 | 48                | 51120       | 51374      |
| Oyes                                  | 88                | 51120       | 51421      |
| Péas                                  | 71                | 51120       | 51426      |
| Pleurs                                | 714               | 51230       | 51432      |
| Queudes                               | 70                | 51120       | 51451      |
| Reuves                                | 68                | 51120       | 51458      |
| Saint-Loup                            | 70                | 51120       | 51495      |
| Saint-Remy-sous-Broyes                | 81                | 51120       | 51514      |
| Saudoy                                | 315               | 51120       | 51526      |
| Sézanne                               | 5 585             | 51120       | 51535      |
| Villeneuve-Saint-Vistre-et-Villevotte | 121               | 51120       | 51628      |
| Vindey                                | 123               | 51120       | 51645      |

## Démographie
| 1962  | 1968   | 1975   | 1982   | 1990   | 1999   | 2006   | 2009 |
| ----- | ------ | ------ | ------ | ------ | ------ | ------ | ---- |
| 9 598 | 10 384 | 10 637 | 10 744 | 10 671 | 10 347 | 10 072 | -    |